# Ingúixos

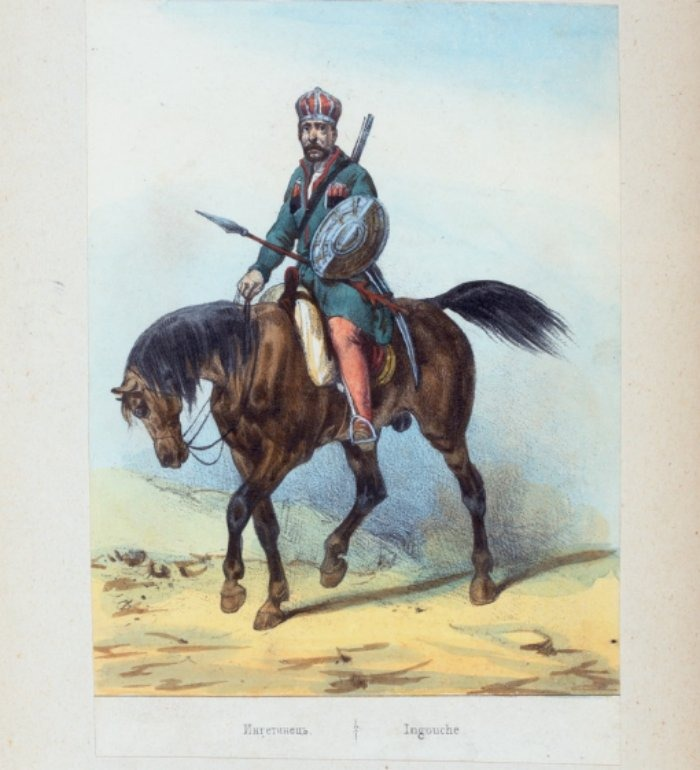
Representació d'un genet, dibuix de Jean Víctor Adam de 1830.

Els ingúixos són un poble del nord del Caucas, que viu principalment a la república d'Ingúixia. Són molt afins als txetxens. El seu nom prové de l'aul d'Angush (kabardí), i viuen en els marges dels rius Terek i Sundzha, als voltants de la ciutat de Nazran, i es divideixen en cinc tribus o tukums: dzherakj, kistj, galgai, tsori i metskal. També són anomenats galgai ("habitants de la fortalesa") o lanzur (Muntanyesos). El 1989 eren uns 238.000 a tota l'URSS, dels quals el 97,4% parlava la llengua materna.

## Història
Les tribus dels ingúixos foren sotmeses al segle xi per Geòrgia que hi va introduir el cristianisme. Al segle xiii van arribar els mongols i va estar en el territori disputat entre els Il-kan i l'Horda d'Or. Les tribus van afluixar llaços amb els kans i al segle xiv els kabardins es van erigir en la força principal. A l'inici del segle xv els ingúixos pagaven tribut als kabardins. En la segona meitat del segle xviii s'hi va introduir l'islam per obra principalment dels nakhshabandites txetxens.
A l'inici del segle xviii els ingúixos van començar a emigrar de les muntanyes a les terres baixes i fèrtils del Terek i Sundzha (antic Sundja). Cap al 1770 els ingúixos, cansats del domini kabardí i l'Imperi Otomà, no van oferir cap resistència als primers destacaments russos que van arribar el 1770, sinó al contrari, els van ajudar contra els kabardins i van demanar la protecció al tsar de Rússia, qui hi enviarà el general Memodov, incorporant el nord del territori en 1780 i la resta en 1810. Del 1830 al 1857 no van participar en la resistència txetxena contra Rússia, líderada després de 1834 per l'imam Xamil.
Foren colonitzats sense resistència des del 1850, i el 1860 es fundà al seu territori la vila de Nazran, on tindrien els primers conflictes amb els cosacs pel repartiment de terres, en què els ingúixos foren traslladats dels marges dels rius Terek i Sundzha cap a les zones poc fèrtils de la muntanya, on el 1865 hi vivien 3.405 cristians i 11.960 musulmans. Els conflictes amb els cosacs del Terek van esdevenir permanents. Fins al 1877 foren considerats com una fracció dels txetxens. Fins al 1917 els ingúixos van conservar una estructura social prefeudal amb clans que es consideraven lliures i iguals i agrupats en societats lliures entre les quals destacaven les de Galgay, Djerak, Kistin i Galash; la família indivisa es mantenia arreu i els costums patriarcals com el levirat i la poligàmia eren normals; les divisions per classes eren desconegudes i no hi havia aristocràcia (si bé una capa superior d'oficials i funcionaris s'havia començar a formar al segle xix).
En el combats que van sacudir al Caucas després del 1918, van lluitar contra els Cosacs del Terek i per odi a aquestos van donar suport després del 1921 als bolxevics. El 1923 es va introduir l'alfabet llatí i va aparèixer el primer períodic en ingúix, el Serdalo (la Llum). La Regió Autònoma dels Ingúixos fou proclamada el 7 de juliol del 1924 i tenia una extensió de 3.199 km² i una població de 75.200 habitants ingúixos i total de 81.900 (per tant el 90% eren ingúixos) i la capital a Nazran. El 70% del territori eren boscos amb jaciments de nafta a Achakulov. El 15 de gener de 1934 fou suspesa l'autonomia i foren integrats a una Regió autònomas dels Txetxens i Ingúixos que el 5 de desembre de 1936 va esdevenir República Socialista Soviètica Autònoma Txetxeno-Inguixètia. El 1938 es va imposar l'alfabet cirílic.
El 1942 les avantguardes alemanyes van arribar a la part occidental de la república; reconquerit el territori el 1944 per l'Exèrcit Roig, tot el poble ingúix en bloc fou acusat de traïció i de col·laborar amb els nazis; la república de Txetxeno-Inguixètia fou abolida i 92.074 ingúixos foren deportats al Kazakhstan (junt amb txetxens, balkars, karaxais, calmucs i tàrtars de Crimea). Uns 3.000 més foren afusellats i executats. El 1956 els fou permès retornar a la seva república, que fou restaurada el 1957, però compartida amb els txetxens, i van haver conflictes amb els nous ocupants russos i ossets de les terres confiscades en 1944. En aquest moment eren 106.000 i tenien una de les taxes de natalitat més altes de la Unió Soviètica, 
El març del 1990 es demanà l'autonomia de la regió, i en 1991, en el marc de la dissolució de la Unió Soviètica es restablí un nou estatut el territori amb les fronteres prèvies a la deportació sense integrar el Districte de Prigoridnyi, a Ossètia del Nord - Alània però de majoria ingúix, i el juliol el parlament va declarar el territori com a república autònoma dins de la Federació Russa. Els txetxens van proclamar la República Txetxena d'Itxkèria i el desembre els ingúixos van votar per un estat independent propi i el gener de 1992 Ingúixia fou declarada independent, però en la manca de govern legítim va impedir estar en el tractat de formació de la Federació Russa. El novembre de 1992, després que els insurgents ingúixos van prendre una part important del Districte de Prigoridnyi amb la pretensió d'incorporar-lo a la República d'Ingúixia, respost amb la deportació, ajudada per les tropes de l'exèrcit rus, de 60.000 íngúixos de Vladikavkaz a Ingúixia, dels que van morir 300, provocant el rebuig a la pertinença a la Federació Russa.
Voluntaris Ingúixia van lluitar al costat dels txetxens en la Primera guerra de Txetxènia tot i que el president Ruslan Aushev va mantenir Ingúixia en gran part de la guerra en una política decidida de no-violència, que va canviar després del començament de la segona guerra de Txetxènia amb del govern de Murat Zyazikov el 2002. En resposta a una forta escalada en els atacs dels insurgents des de l'estiu del 2007, Moscou va enviar tropes addicionals 2500 del Ministeri de l'Interior, més que triplicant el nombre de forces especials a Ingúixia el juliol. Desordres civils Diverses insurgència i els atacs terroristes van començar de nou el 2008.
El 1956 els fou permès retornar a la seva república, que fou restaurada el 1957, però compartida amb els txetxens. En aquest moment eren 106.000 i tenien una de les taxes de natalitat més altes de la Unió Soviètica. El març del 1990, enmig de la guerra de Txetxènia, els fou restablida la república Inguixètia, però els intents per a integrar-hi Prigoridnyi, districte d'Ossètia del Nord - Alània però de majoria ingúix, fracassaren.
El 2009 hi ha quinze mil ingúixos al Kazakhstan. Un estudi fet al Kazakhstan i publicat el 2015 trobà hi ha alguns ingúixos que consideren la llengua kazakh com la seua materna.